# Paraponera clavata
Paraponera clavata (del grec ponerina, "dolor") es una espècie de formiga, l'única espècie vivent del gènere Paraponera, de la tribi Parapojnerini y de la subfamília Paraponerinae.
Es coneix vulgarment com a formiga isula o formiga bala a l'Amazònia Peruana, com folofa a Panamà i com yanabe o conga a Colòmbia.
Habita en boscos plujosos de baixa altitud, des de la conca amazònica fins a la costa atlàntica de Costa Rica i Nicaragua.
El seu nom comú prové de la potent i poderosa picada, major que la de qualsevol altre himenòpter, a la qual comparen en ser disparats amb una bala. En algunes zones també se la coneix com a formiga 24 hores, per les 24 hores de dolor després d'una picada.